# Lily Topples the World
Lily Topples the World ist ein Dokumentarfilm von Jeremy Workman, der im März 2021 beim South by Southwest Film Festival seine Premiere feierte. In dem Film stellt Workman die 20-jährige Lily Hevesh vor, die mit ihren Domino-Shows zu einem YouTube-Star wurde.

## Inhalt und Biografisches

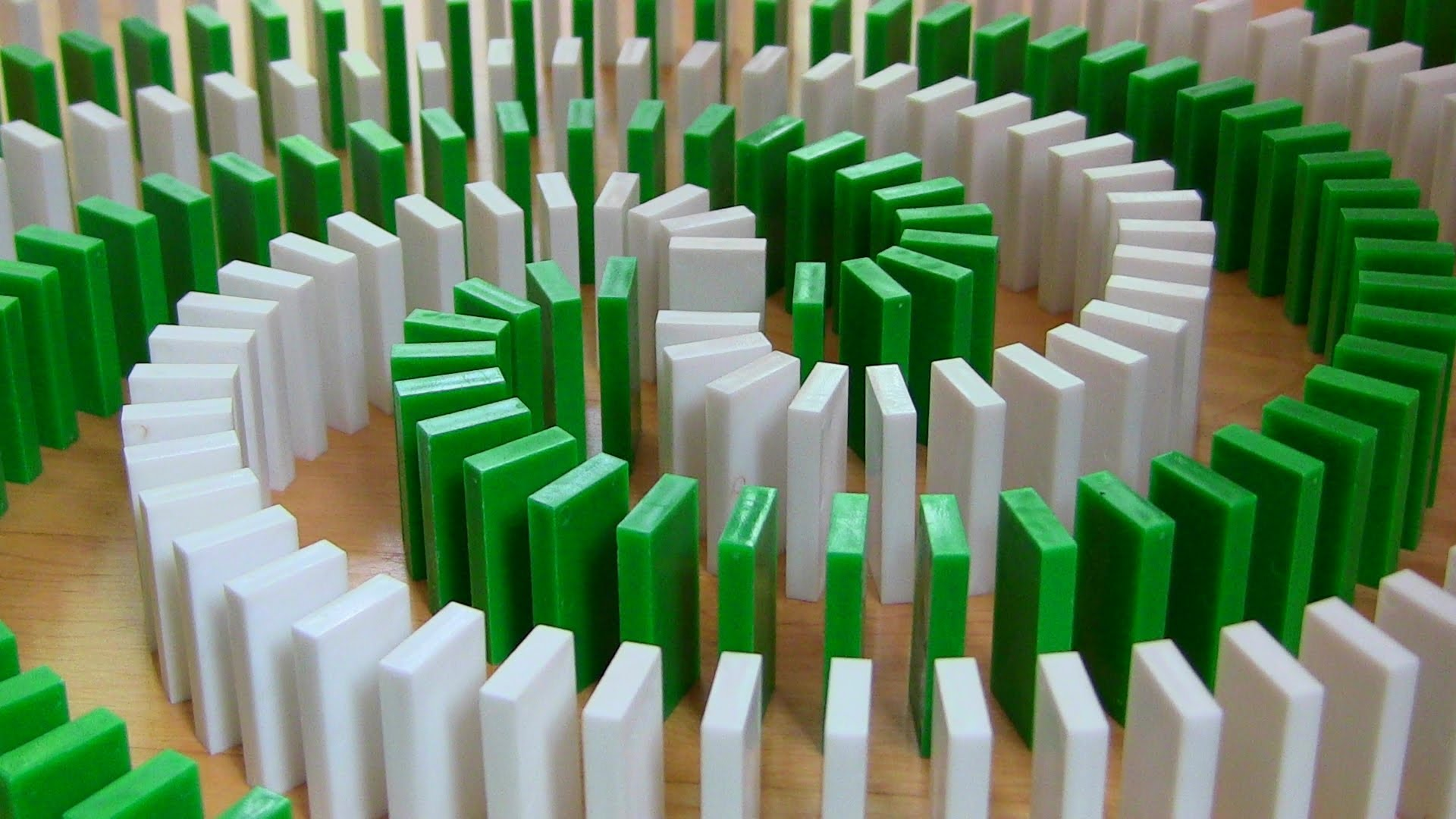
Lily Hevesh wurde durch Domino-Shows zum YouTube-Star

Der Dokumentarfilm porträtiert die zur Zeit der Dreharbeiten 20-jährige Lily Hevesh. Diese wurde durch ihre kleinen Domino-Shows und -Trainingseinheiten zum YouTube-Star und gilt als eine der wenigen Frauen in diesem Feld.
Die aus Sandown in New Hampshire stammende Hevesh bekam im Alter von zehn Jahren ihren ersten Satz Dominosteine geschenkt. Das erste Video auf ihrem YouTube-Kanal Hevesh5, das viral wurde, stammt von 2013 und trug den Titel „INSANE Domino Tricks!“ Seit 2014 wird Heveshs Domino-Kunst jährlich im Brattleboro Museum und im Art Center Domino Toppling Extravaganza ausgestellt. Im Jahr 2017 wurde sie von Marvel beauftragt, ein von Spider-Man inspiriertes Domino-Kunstwerk zu schaffen. Im Dezember 2018 nutzte YouTube Heveshs Video „A Merry Domino Christmas“ auf seinem Twitter-Account, ohne ihren Namen zu erwähnen. Später entschuldigte sich YouTube hierfür öffentlich. Ihr Kanal hat 3,1 Millionen Abonnenten und 1,1 Milliarden Aufrufe insgesamt.

## Produktion
Regie führte der US-amerikanische Filmemacher und Filmeditor Jeremy Workman. Seine Dokumentarfilme konzentrieren sich meist auf Exzentriker, Außenseiter und Menschen mit extremen Leidenschaften und besonderen Hobbys.
Die Filmmusik komponierte Carly Comando. Das Soundtrack-Album mit neun Musikstücken wurde am 21. April 2022 als Download veröffentlicht.
Die Weltpremiere erfolgte am 16. März 2021 beim South by Southwest Film Festival. Ende April, Anfang Mai 2021 wird er beim Sarasota Film Festival gezeigt. Lily Topples the World wurde von den Machern für eine Oscar-Nominierung in der Kategorie Best Documentary Feature eingereicht.

## Rezeption

### Kritiken
Von den bei Rotten Tomatoes aufgeführten Kritiken sind 91 Prozent positiv. Die durchschnittliche Bewertung lautet 7,3/10.

### Auszeichnungen
Cleveland International Film Festival 2021
- Nominierung im Nesnady and Schwartz Documentary Competition[9]

San Francisco International Film Festival 2021
- Auszeichnung mit dem Audience Award for Best Documentary Feature (Jeremy Workman)[10]

South by Southwest Film Festival 2021
- Auszeichnung im Documentary Feature Competition (Jeremy Workman)[11]